# Rezolucija Vijeća sigurnosti UN-a 1503
Rezolucijom Vijeća sigurnosti UN-a 1503, jednoglasno usvojenom 28. kolovoza 2003., nakon pozivanja na rezolucije 827 (1993.), 955 (1994.), 978 (1995.), 1165 (1998.), 1166 (1998.), 1329 (2000.), 1411 (2002.), 1431 (2002.) i 1481 (2003.), Vijeće je odlučilo podijeliti tužiteljske dužnosti Međunarodnog kaznenog suda za bivšu Jugoslaviju (MKSJ) i Međunarodnog kaznenog suda za Ruandu (MKSR), koje su prethodno bile pod odgovornošću jedne dužnosnice, Carle Del Ponte, od 1999. 

## Rezolucija

### Opažanja
Vijeće sigurnosti pohvalilo je napredak koji su oba suda postigla u doprinosu miru i sigurnosti u bivšoj Jugoslaviji i Ruandi. Pozdravljajući korake koje su poduzele dotične države na Balkanu i u regiji Velikih afričkih jezera, istaknula je cilj oba tribunala da uhite sve preostale osobe na slobodi te pozvala na suradnju zemalja u tom pogledu. Vijeće je pozvalo države da uvedu mjere protiv pojedinaca koji pomažu bjeguncima putem zabrana putovanja i zamrzavanja imovine.
U preambuli rezolucije također je predviđen završetak istraga MKSJ-a i MKSR-a do 2004., suđenja do kraja 2008. i sav rad u 2010. godini s naglaskom na kazneni progon viših dužnosnika. Dužnosnici niže razine sudili bi se na nacionalnoj razini. Jačanje nacionalnih pravosudnih sustava bilo je ključno za strategije završetka rada MKSJ-a i MKSR-a, uključujući osnivanje odjela za ratne zločine pri MKSJ-u. Bio je uvjeren da bi oba suda mogla učinkovitije obavljati svoj posao ako bi svaki imao svog tužitelja.

### Odluke
Djelujući u skladu s Poglavljem VII Povelje Ujedinjenih naroda, Vijeće je pozvalo međunarodnu zajednicu da pomogne nacionalnim jurisdikcijama u poboljšanju njihovih kapaciteta za procesuiranje slučajeva prenesenih s MKSJ-a i MKSR-a, potičući razvoj programa informiranja javnosti. Pozvao je sve države, posebno Bosnu i Hercegovinu, Hrvatsku, Srbiju i Crnu Goru te Republiku Srpsku unutar Bosne i Hercegovine, da surađuju s MKSJ-om u vezi s Radovanom Karadžićem, Ratkom Mladićem i Antom Gotovinom. U međuvremenu, od Demokratske Republike Kongo, Kenije, Ruande i Republike Kongo, među ostalim državama, zatraženo je da surađuju s MKSR-om u vezi s Félicienom Kabugom i Ruandskom patriotskom vojskom.
Sve države pozvane su na suradnju s Interpolom u uhićenju bjegunaca, dok je od donatorske zajednice zatraženo da podrži visokog predstavnika za Bosnu i Hercegovinu u stvaranju posebnog odjela pri MKSJ-u za rješavanje teških kršenja međunarodnog humanitarnog prava. Predsjednici i tužitelji obaju sudova zamoljeni su da podnesu izvješća o provedbi strategija završetka rada.
Konačno, glavnom tajniku Kofiju Annanu naloženo je da nominira tužitelja za MKSR, dok je njegova odluka o nominiranju Carle Del Ponte za tužiteljicu MKSJ-a pozdravljena.

## Vanjske poveznice
| Wikizvor | Engleski Wikizvor ima izvorni tekst na temu: United Nations Security Council Resolution 1503 |

- Text of the Resolution at undocs.org